# Causality
Causality est un jeu vidéo de puzzle développé et édité par Loju, sorti en 2017 sur Windows, Mac, Linux et iOS.

## Accueil
- Canard PC : 8/10[1]
- Gamezebo : 4/5[2]
- Pocket Gamer : 9/10[3]
- TouchArcade : 4,5/5[4]